# エンタ!959
エンタ!959（エンタ!きゅうごーきゅう）は、つくばテレビが運営するエンターテイメント専門チャンネル。主にはアダルトビデオを放送している。ガールズエンタテインメント総合チャンネルとして、かつては映像総合男性誌をコンセプトにオリジナルのバラエティ番組も放送していた。
なお、つくばテレビが運営する姉妹チャンネルの「アイドル専門チャンネルPigoo」に関してはアイドル専門チャンネルPigooを参照のこと。

## 概要
「エンタ!959」としてスカパー!プレミアムサービス・Ch.959でハイビジョン放送（衛星一般放送事業者はスカパー・エンターテイメント）を行っているほか、インターネット経由で番組オンデマンド配信を行っている。
一部番組はスカチャンHDでPPS（ペイ・パー・シリーズ）「エンタ!371 presents アイドルバラエティ番組」で視聴可能であった。なお、2003年7月1日より2008年3月31日までスカパー!e2（現・スカパー!）のパンチクラブにも配給を行っていたが、委託放送事業者（現・衛星基幹放送事業者）であるシーエス日本の方針転換によりfashiontvへ変更（さらに現在は、FOXムービー プレミアム → AXNミステリー（Ch.316、16:9SD放送）を放送中）したことに伴い配給を終了した。
つくばテレビは、県域民放テレビ局がなかった茨城県（UHF34chが割り当てられ、独立UHF放送局として開局するはずだったが実現に至らず）の地域情報チャンネル「ほっと茨城テレビ（HITチャンネル）」をパーフェクTV!（現・スカパー!プレミアムサービス）で1997年10月から提供していた。しかし経営悪化のため、わずか半年後の1998年4月には衛星トランスポンダ料金の未払いで番組送出を打ち切られ、一旦放送を停止せざるを得なくなった。
このためつくばテレビは、アダルトチャンネル「まんぞくチャンネル」を運営する総合行政出版と協力し、3か月後の1998年7月に「kitまんぞくクラブ」（きっとまんぞくクラブ）と題して、主に午前中は茨城のローカル情報番組や地元大学制作映像コンテンツ等の番組、午後はレースクイーンやアイドル系、深夜はAV女優等のセクシー系女性タレントの専門チャンネルとして放送を再開。2003年10月にはアダルト色の強い「kitまんぞくクラブ」から局名を変更し、エンターテイメント色を強調した「エンタ!371」（エンタさんなないち）となり、アイドル番組を中心に放送するようになった。
前身の「ほっと茨城テレビ」の名残りもあり、毎日1-2回「発見!いばらき大陸」と題した茨城県のタウン情報番組が放送されていたが、アイドル専門局に特化するため2007年3月に終了、それ以降はタウン情報を得ることができなくなってしまった。
2008年4月から2009年3月まで、放送再開以来初めての生放送番組「AKiBAッテキ!!」が放送されていた。また、2008年9月27日〜28日にかけて、「女の子だらけの27時間テレビ」を放送。
2010年6月1日、つくばテレビは姉妹チャンネルとして「Pigoo HD」（現・アイドル専門チャンネルPigoo）を放送開始。放送開始当初はR指定番組以外はエンタ!371・Pigoo HDの両チャンネルで放送されていたが、エンタ!371がAV女優・着エロ番組中心、Pigoo HDがアイドル・声優中心に特化する方針をとったため、2012年4月以降、両チャンネルで放送される番組は「GirlsNews」など一部の番組に限られている。
2012年9月29日よりスカパー!プレミアムサービスにてハイビジョンチャンネル「エンタ!959」（衛星一般放送事業者はスカパー・ブロードキャスティング）を開始した。深夜のアダルト番組においてPPV（210円〜/番組）の設定がなされたため、アダルトチャンネルのジャンルとなっている。
2013年9月30日、スカパー!プレミアムサービス（標準画質）での「エンタ!371」の放送を終了し、ハイビジョンチャンネルの「エンタ!959」に完全移行した。
2016年12月1日、スカパー!プレミアムサービスの衛星一般放送事業者がスカパー・ブロードキャスティングからスカパー・エンターテイメントに変更された。
2023年2月、番組連動ラジオ配信、「ぴぐらじ」を開始。
2024年1月の放送分をもって、ノーマンスリー制作の番組コンテンツの放送を終了。同コンテンツはDMMオンラインサロン「エンタちゃん放送局」として独立。

## 主なコンテンツ（番組）
レギュラー番組のほとんどは月1回のもので、月2回放送の番組も含めて初回放送から1ヶ月間リピート。30分番組、1時間番組、2時間番組がある。
○印はアイドル専門チャンネルPigooでも放送されている番組
△印はかつてアイドル専門チャンネルPigooでも放送されていたが、現在は放送されていない番組。

### 無料番組
- ○無料!メドレー（番組ダイジェスト）
- ○あさだち♂テレビ!!（2012年3月までエンタ!371のみ放送。ハーレムナイト番組案内）

### ハーレムナイト番組
アダルトビデオに出演するAV女優による深夜放送番組。R-20指定番組は視聴の際別途スカパー!への年齢認証登録が必要。R-15指定番組の視聴はチューナーの年齢制限設定による。アダルト番組であるが録画は可能（コピー・ワンス）。
R-20指定
- ヴィーナス・フューチャー（AV女優を1か月間密着取材）
- 月刊○○（1人のAV女優を1か月間特集。○○には女優名が入る）
- 映天フェチファイル 2010年2月 -
- 裸美人 2012年1月 -
- 温泉美女図鑑 2012年11月 -
- 自称アイドルプロデューサーのセクハラ面接 2013年1月 -
- 胸尻フェチ図鑑 2013年1月 -
- 悩殺☆ガールズEX 2013年1月 -
- 怒涛のフェチアワー 2013年4月 -
- かわいい子だけの下着マニア館 2013年4月 -
- アダルトビデオ
セルビデオ作品が中心であるが、CS放送成人番組倫理委員会（CS成倫）の取り決めにより、オリジナルよりモザイクを大きくするなどの編集が施されている。
作品自体の長時間化に伴い、1つの作品を内容ごとに分けた「チャプター編成」を行うことがある。
  - MAX-A
  - 桃太郎
  - ドグマ
  - ワンズファクトリー
  - アリスJAPAN
  - h.m.p
  - ソフト・オン・デマンド
  - ゴーゴーズ
  - レイディックス

かつて提供していたレーベル
  - プレステージ
  - トップマーシャル
  - イフリート（イフリートの作品放送中に限り、画面右下にエンタ!371のロゴマークが付される）
  - ルビー
  - Hunter

### 配信限定番組
2019年にYouTubeチャンネルを開設。上記番組の本編や予告、事前番組などのほかオリジナル番組も配信する。オリジナル番組は原則Pigooスタジオでの公開生配信。『架乃ゆらのLOVE昭和』では配信との連動放送を行っている。
- Road to The 原宿☆バンビーナ10.22 - 2019年6月1日 - 9月2日
- あーみん通信 - 新名あみんMCのトーク番組。2019年10月18日開始。のちに放送番組昇格。
- 私たち原宿☆バンビーナ候補生です♪ - 原宿☆バンビーナ候補生のトーク番組。2019年11月23日開始。「原宿☆バンビーナ候補生」として放送番組昇格。
- 綾瀬麻衣子のYouTubeのお仕事ですよ - SODクリエイト社員、綾瀬麻衣子のトーク番組。2020年1月17日開始。のちに放送番組昇格。
- 小倉由菜TV ライブストリーム - 小倉由菜の単独トーク番組。2020年1月29日開始。

## 放送を終了した番組
○印はアイドル専門チャンネルPigooでも放送されている番組
△印はかつてアイドル専門チャンネルPigooでも放送されていた番組。
- 発見!いばらき大陸（ほっと茨城テレビからの名残で、茨城県のタウン情報を放送）
- おうじぃ〜が行く（RQの坂間恵とカンケさん（マネージャー）との王子＆執事？プレイチックな番組）
- 吉川ひとみのぴ〜かん気分（RQの吉川ひとみの冠番組）
- スーパー少女☆58（2001年9月 - 2003年9月）
- スーパーな少女☆58（2003年10月 - ）
- スドヒロイズム（RQの須藤寛子の冠番組）
- あきと由佳のIdol Park（ほしのあきと小阪由佳がMCをつとめるバラエティ番組）
- エンタEXPRESS
- 思い出旅日記（レースクイーン進行の旅番組）
- エンタdeパンチ（NEWS!371の前身、アイドルがMCを務める情報番組）
- パッパッパッパッパッパッPerfume（テクノポップアイドルユニットPerfume初の冠番組：2006年7月 - 2007年3月）
- マジモテ3人組（南明奈を中心としたオスカープロモーション所属タレントの番組）
- Aiai Music Carnival（THE ポッシボーがMCの音楽LIVE番組、後に『石丸ダッシュオンTV』に改題）
- 体育の時間（テレビ朝日系列の体育の時間とは無関係）
- マガドルTV（旬な店舗やスポットをアイドルが体験取材）
- コスチュームプリンセス（アイドルによるコスプレ専門番組）
- muni2天国（GPミュージアムソフトの「muni2」レーベルのDVDを紹介）
- アイドルにかけろ!（西日本出身のグラビアアイドルのプロモーション
- 長門ユウキの秘事（愛里ひながMCをつとめるAVメーカー『イフリート』の作品紹介番組））
- AKiBAッテキ!!（初の生放送番組）
- 鯨井康雄写真館（写真家鯨井康雄によるグラビア）
- それ行け!Bibus学園（アイドル誌BOMB・ポータルサイトBibusと連動した番組）
- 新・RQコラボ（レースクイーンの妄想劇）
- HyperRaceQueen（トップレースクイーンのオリジナルグラビア）
- Pureレースクイーン（人気レースクイーンユニットのバラエティ番組）
- Rioの楽園（RioがMCをつとめるバラエティ番組）
- 美熟女セールスレディ（熟女AV女優が出演）
- 乳♂乳
- PEEPS NIGHT
- アソコがビバビバ（風俗情報誌『アソ☆ビバ』と連動したバラエティ番組。）
- 萌えるひなたん〜萌えたん（瀬戸ひなたがMCをつとめるAVメーカー『イフリート』の作品紹介番組）
- オナニーニョ!（アダルト業界のイベント紹介番組）
- 夜の美人広報室（人気アダルトビデオメーカーの美人広報達が商品PRをする番組）
- 2009年10月の改編により「ジュニア」のジャンルが終了し、新ジャンル「女優系美少女」がスタートした。
- NEWS!371〜ジュニア（15歳以下のジュニアアイドルのイベント報告。初代MCは小池里奈、2代目は鮎川ほのか、3代目は船岡咲）
- Jチェキ!（レプロエンタテインメントのj classに所属する子役タレントが出演）
- エンジェル美少女通信（大阪のエンジェルプロダクションモデルを紹介する番組）（旧ジュニアモデルの素顔）
- AKB48+10!
- △AKB1/48（「会いに行けるアイドル」として人気のAKB48が出演） 2009年11月 - 2010年6月
- アイドルの星（アイドルのオリジナルグラビア）
- π（パイ）の殿堂（巨乳アイドル専門番組）
- 現役女子高生ファイル（現役の女子高校生アイドルが高校の制服や体操着などのコスプレをする番組）
- グラドルTV371（エイベックスネットビジュアルのアイドルDVD番組）
- 西内裕美の資格ちゃん（西内裕美が、色んな資格を紹介・取得に向けてがんばる番組。）
- エプロンディナー（水沢彩といとうあこのアイドル宅訪問番組。）
- プラステ（プラチナムプロダクション所属タレントが出演。若槻千夏、高杉さと美、岩佐真悠子も出演していた登竜門的番組）
- 勝利の女神3/4/4.5（千葉テレビでも放送されていたアイドル番組）
- 水着DEポン（『水着姿必須』のアイドルが登場して、様々な企画にチャレンジする番組。シーエスGyaOにも配給）
- セクシーショット（グラビアアイドルのDVD紹介）
- ぴなメイドの時間（秋葉原のメイド喫茶「ぴなふぉあ」のメイドが出演するバラエティ。シーエスGyaOにも配給）
- 新・天使のVOICE（人気声優への密着＆インタビュー番組、前身は「天使のVOICE」）
- アニソンステーション（アニソン・キャラソン・声優のPVや新譜紹介）
- ZENアクションTV（美少女ヒロインの特撮ドラマ）
- 史絵塾長の鉄娘養成虎の穴（鉄道タレント史絵.が、塾長としてグラビアアイドルの木嶋のりこ、いずみ唯に鉄道の魅力を教える番組。）
- 制服パンチラLOVEPOP
- Tの大罪2nd.

- △新・美少女図鑑（会田我路プロデュースによる番組。） 2001年 -
- ○ZAK THE QUEEN（夕刊フジのインターネットサイト『ZAKZAK』のアイドル企画番組） 2007年1月 -
- 水着DEしちゃお（以前の「水着でピンポンパン」と「すぽーつ☆しちゃお」が合体して新たにスタートした番組。） 2008年10月 -
- ○プレミアムグラビア（Sabraと合同で制作[7]） 2010年4月 -
- ○ビジュアルウェブS〜乙女学院〜 2010年11月 -
- 萌え着エロ愛好会 2012年11月 -
- まるごとTEEN GIRLS

- AV4姉妹物語（吉沢明歩を中心としたMaxing専属女優の4人のコメディー）
- 挑発!
- PREMIUM Girl（人気メーカー【PREMIUM】と連動した番組。MCは美咲みゆ）
- ゆまチンと!（2007年、麻美ゆまがMCをつとめるバラエティ番組）
- 乙音の部屋（2007年、乙音奈々がMCをつとめるバラエティ番組。お笑いコンビのずんが出演）
- 吉沢明歩×○○（吉沢明歩が新人女優を相手に業界の厳しさを教える番組）
- ドキドキ!アリスた〜ず★（2011年‐2012年）
- AVでーた（人気AVメーカーの最新作品情報番組）
- Happy Birthday（放送月に誕生日を迎えるタレントをミニパーティ形式でお祝いする番組。）
- 小池三姉妹（小池里奈、小池唯、小池彩夢の３人の美少女による新感覚ドラマ。2009年10月4日、11月1日）
- エンタ!SELECTION（アイドルの写真集・DVDのランキングバラエティ番組、無料番組）月替りMC
- めちゃめちゃユレてるッ!（巨乳アイドルいっぱいのグラビア番組。）
- プラチナム学園（プラチナムプロダクション所属のタレントが多数出演。愛川ゆず季、鈴木咲など。）
- 半熟ガール〜そらあみアワー（松本夏空、菊地亜美のアイドル育成番組。）
- 勝利の女神5（期待の新人アイドルが様々なゲームで誰が幸運の持ち主か競い合う番組。）
- アイドルマンション物語（アイドル達が住む「アイドルマンション」と言う設定の番組。）
- B.L.T.アイドル（東京ニュース社の雑誌「B.L.T.」から誕生したアイドルによる番組。）
- 371!ファイト〜カンコーヒーサワーって飲み物?
- 371!ファイト〜ピラミッド・ガールズ（アーティストハウス・ピラミッド所属タレントが出演：番組後期は池田夏希がMC）
- 371!ファイト〜サンミュージックはいかがでしょう
- 371!ファイト〜アイドル恋たま
- 次世代アイドルツクール
- 高倉文紀の女優系美少女リポート（注目される十代の旬な女優を特集する番組。）
- タンバリンマニアTV（タンバリンアーティスツ所属の中高生モデル・女優が出演する番組。）
- エチューズ〜飛翔〜（将来活躍が期待される10代の新人女優を紹介する番組）
- ザ・シスターズ（ジュニアアイドルを一堂に会したバラエティ番組）
- 美声女優
- LOVEPOP （制服・コスプレ・下着系番組。）
- イベキャン（イベントとキャンペーンガールを紹介する番組。）
- SuperGTレースクイーン2009（SUPER GTレースクイーンの取材番組）
- FormulaNippon2009（フォーミュラ・ニッポンレースクイーンの取材番組）
- ギャルオン2009（レースクイーンのサーキット特設会場での挨拶の模様を伝える）
- サーキットの星〜Pitgirls（毎回トップレースクイーンを1名ピックアップしていく番組）
- ミッドナイトアイランド（#2以降Pigoo HDのみ放送。素人女性が出演する4時間生放送） 2010年6月 - 2010年9月
- △ヤンガンTV（MC:杉ありさ。スクウェア・エニックスのコミック雑誌「ヤングガンガン」のWeb雑誌連動番組。月2回放送） 2010年4月 - 2011年3月
- △高倉文紀・日向千歩のGirlsNewsアクトレス 2010年4月 - 2011年3月
  - MC：高倉文紀、日向千歩。新人女優や人気女優を幅広く紹介する女優専門番組。前身番組は「高倉文紀・田中美晴のNews!371〜アクトレス」（2009年10月 - 2010年3月）。
- △エーゲ海の美少女ドン!（蒼井凛、朝倉みかん、高岡未來など女子中学生アイドルの本音が聞ける情報バラエティ。月2回放送） 2010年6月 - 2011年3月
- △うきうき!MIXガール（MC:佐武宇綺。レプロエンタテインメント所属タレントが出演） 2010年4月 - 2011年3月
- ガールズソングセレクション（MC：浦えりか。ミュージックビデオ(PV)紹介とインタビュー） 2009年4月 - 2010年3月
- オンナノコライブ（進行・寸劇：hy4 4yh。六本木・morphTOKYOでのライブを収録） 2009年4月 - 2010年3月
- △THEポッシボー あっきゃんの部屋（THEポッシボーのあっきゃんこと秋山ゆりかの冠番組。） 2009年4月 - 2011年3月
- △wktk中野腐女シスターズ（中野腐女子シスターズ） 2010年1月 - 2011年2月
- △Pigooジェニックin南国（Pigooジェニックの撮りおろし映像） 2010年6月 - 2010年9月
- △モスクワの純真（ロシア美少女のグラビア） 2010年8月 - 2010年9月
- アニコスっちゃお（グラビアアイドルによるアニメコスプレの登竜門番組。） 2009年10月 - 2010年3月
- △アイドル“独断と偏見”情報局（女性アイドル評論家である北川昌弘がMCとして邦画や美少女を中心とした情報番組。アシスタントは山本真規子。） 2003年 - 終了時期は不明
- △橘ゆりかのホリデーライフ（橘ゆりか（アイドリング!!!）がMCとして関東近辺の日帰りできるスポットを紹介する情報番組。） 2010年6月 - 2011年3月
- △橘ゆりかのチャレンジライフ （出演：橘ゆりか（アイドリング!!!））2011年11月 - 2013年6月
- △森田涼花と滝口ミラのホップクLOVE（HOP CLUB情報など）2010年1月 - 2010年9月
- △ホップクLOVE2（出演：野元愛（アイドリング!!!）、長島瑞穂、おぎのかな（「ホップクLOVE」の後番組）2010年10月 - 2011年3月
- △ホテルYGA（YGAのメンバーが「ホテルYGA」の従業員として働くバラエティ） 2010年1月 - 2010年9月
- △YGAのグラビア一直線!2（出演：YGA、「YGAのグラビア一直線!」（2010年10月 - 2011年1月）の後番組）2011年2月 -
- △ミラマリアッチ（MC：滝口ミラ、江渡万里彩。ミラマリアによるケンカトークバラエティで生放送）2010年9月 - 2011年3月
- △RQ奮闘記（現役RQのプライベートとお仕事の裏側を自我撮で紹介する番組。） 2008年10月 - 2011年3月
- △小中高一貫 ももえび学園（ももいろクローバー（現：ももいろクローバーZ）のチャレンジ編と私立恵比寿中学の学校バラエティの2本立て） 2010年7月 - 2011年3月
- △声優都内観光〜マル福ツアーズ（福井裕佳梨） 2009年4月 - 2011年7月
- ○△PigooRadio
- △藤江れいな・近野莉菜のまだまだこれからッ!（出演：藤江れいな・近野莉菜（いずれもAKB48）、月2回放送）2011年2月 - 2012年3月
- △SDN48+10!（SDN48の冠番組。かつて放送されていたAKB48+10!のSDN48版） 2010年8月 - 2012年3月
- △☆L-girls☆（MC：内田理央・清水富美加）2011年4月 - 2012年3月
- △金朋タクシー（MC：金田朋子。金田自身が運転し、毎回ゲストの行きたい所に連れて行ってくれる声優ドライブ旅番組。） 2011年10月 - 2012年3月
- △アフィリア・サーガ・クエスト（出演：アフィリア・サーガ・イースト）2010年10月 - 2012年12月
- △GirlsNews〜アイドル 2010年4月 - 2013年3月
- △GirlsNews〜ガールズポップ 2010年4月 - 2013年3月
- △GirlsNews〜RQ 2010年4月 - 2011年3月
- ○SKE48学園（AKBグループの中京圏を担当するSKE48の冠番組であり、全国デビュー作。） 2009年10月 -
- △煌!腐男塾（腐男塾の番組。#1のみ「wktk腐男塾」）2011年3月 -
- ○アップアップガールズ（仮）（アップアップガールズ（仮）のメンバーが出演）2011年4月 -
- △出張版ZEN情報局（ZENピクチャーズ情報番組） 2008年7月 -
- △ピグスタTV（ライブチャット「ピグスタ（Pigoo STUDIO）」の模様を収録） 2010年4月 -
- △Pigooジェニックのお願い（Pigooジェニック4人によるトークバラエティ番組） 2010年6月 -
- △ピグニック（Pigooジェニック） 2010年6月 -
- ○ルーリーうめ子のなんでもやります課???（アイドリング!!!の横山ルリカと河村唯が職業体験にチャレンジ） 2010年6月 -
- △ピグ☆1（出演：入矢麻衣・水乃麻奈ほか。「ピグスタ」連動番組） 2010年7月 -
- ○大島バッティングセンター2（大島麻衣の冠番組かつ雑誌連動番組。「ミスヤンアニ大島麻衣〜大島バッティングセンター」の後番組） 2010年8月 -
- △ももえび学園〜私立恵比寿中学の部（出演：私立恵比寿中学。）2011年4月 -
- ○田代県立小島学園（出演：田代さやか・小島瑠璃子）2011年5月 -
- △人脈作りバラエティー 片山陽加のスゴともっ!（出演：片山陽加（AKB48））2012年5月 -
- ○BOX TV
- △美少女時計（iPhoneアプリ「美少女時計」と連動） 不定期放送
- ○つれゲー 2010年12月 -
- ○NaturalVoice〜81ルーム（加藤英美里、後藤沙緒里） 2009年4月 -
- △ミルキィホームズの特別授業 2011年10月 -
  - ミルキィホームズのメンバーがミステリー仕立ての謎解きに挑んだり、メンバー同士のトークも含まれるバラエティ番組。
- △美声文庫 2010年6月 -
- 召しませランジェリー（MC：川奈栞） 2009年9月 -
- 体育の時間 Part2 2009年10月 -
- 着エロNEX 2009年10月 -
- きしめぐ。（MC：希志あいの、藤浦めぐ） 2010年4月 -
- ヴィーナスフェスタ（人気AVメーカー4社（ジャパンホームビデオ、マックス・エー、KUKI、h.m.p）の単体女優が出演するバラエティ番組） 2010年5月 -
- グラドルAV鑑賞記（人気AVメーカーの最新作品情報番組）
- 総合フェティッシュ番組趣向倶楽部R
- イカセAV天国
- ドクマ・ジャパン【卍】（AVメーカー『ドグマ』の作品紹介番組）
- ○GirlsNews〜ハロプロ 2012年3月 - 2013年9月
- ○GirlsNews〜エンタメ! 2013年4月 - 2016年3月
- ○GirlsNews〜声優 2007年10月 - 2016年3月
- えりなだってできるもん！（2014年4月 - 9月）長澤えりなの冠番組
- △あいのエチュード（2011年1月 - 2014年12月）MC：希志あいの
- おっぱい×おっぱい（2012年1月 - 2015年9月）
- △かすみレディオ　(2010年5月 - 2016年4月）かすみ果穂の冠番組。2010年5月つくばテレビ初のDVD化して発売。
- SOD女子社員のお仕事ですよ（2011年7月 - 2016年6月1日）
- 凛とジェシカのファイト一発（2013年7月 - 2017年、2019 - 2020年）桜木凛、希崎ジェシカの冠番組。
- 湊、今からだべるってよ（2016年5月17日 - 2018年4月18日）
- 長瀬麻美の見まっせがな！（2015年9月 - 2018年10月15日、11月16日[8]）長瀬麻美の冠番組
- みこもこTV（2017年11月2日 - 2018年12月4日）
- はなみなと（2018年5月16日 - 2019年1月16日）
- 高橋しょう子と三上悠亜のSHOW YOUR ROCKETS（2016年10月2日 - 2019年2月3日）
- ルルディちゃん（2017年12月17日 - 2019年6月1日）不定期特番として複数回放送するルルディ（栄川乃亜＆霧島さくら）の冠番組
- 澁谷果歩のたわわチャレンジ（2017年3月2日 - 2019年11月2日）
- 桃さんぽ（2016年10月17日 - 2020年5月16日）
- 阿部乃ちゃんねる（2014年10月 - 2021年1月2日）阿部乃みくの冠番組
- ラブリーポップスのラブポの時間ですよ（2017年11月2日 - 2020年04月18日）不定期特番として複数回放送するラブリーポップスの冠番組
- あーみん通信（2020年4月4日 - 5月2日）[9]※先述のように配信版は2019年10月18日開始。
- 綾瀬麻衣子のYouTubeのお仕事ですよ（2020年4月4日 - 12月2日）※先述のように配信版は2020年1月17日開始。
- ジューン・ラブジョイのリピートアフターミー（2020年7月5日）[10]
- アトラクティブ女学園（2020年8月2日）[11]
- プライムTV（2020年9月1日）プライム所属女優による情報トーク番組。
- ほろ酔いりりぴ（2020年12月2日 - 2021年7月3日）
- きじーとむぎちゃ（2020年4月4日 - 2021年10月2日）[12]
- 二階堂夢のキュンです!（2021年4月 - 10月16日）2021年4月分は「二階堂夢のゆるラジ」として放送。

- △みっひーランド（2010年4月 - 2016年4月16日）
  - 2016年5月から「新みっひーランド・みひなな食堂」にリニューアル。2024年1月3日最終回。
- エンタ!959ライブ（2013年1月 - ）
- GO!GO!こじまな号（MC:小島みなみ・紗倉まな、2013年5月 - 2015年9月）
  - 2015年10月から『Wみなみ』にリニューアル
  - 2018年2月から『君にハピネス』にリニューアル
- 今日のあまつか（2015年 - 2024年1月17日）制作会社独立により配信番組に移行
- あべみかこのAAですけど何か？（2018年10月3日 - 2024年1月）制作会社独立により配信番組に移行
- まこりんレディオ（2019年4月2日 - 2023年3月16日）不定期
- GO!GO!まひゆな号!（2019年6月16日 - 2024年1月）制作会社独立により配信番組に移行
- 架乃ゆらのLOVE昭和（2019年8月3日 - 2024年1月）制作会社独立により配信番組に移行
- 吉根ゆりあのMの世界（2019年11月16日 - 2022年4月17日）
- 原宿☆バンビーナ候補生（2020年3月 - 2021年1月）
- カミマイ!～KamiDance!～（2020年6月16日 - 2023年7月）
- 本庄鈴ととのいました♡（2021年3月 - 2024年1月）dTVチャンネル・MEN'S NECOとの共同制作、制作会社独立により配信番組に移行
- 望月あやかの汁かけ過ぎ注意!（2021年8月 - 2023年12月）[13]
- ライフTV（2021年9月 - 2023年5月17日）[14]
- 白坂有以×川北メイサ 本当にあったエッチな話（2021年9月17日）[15]
- いと・めるTV（2022年1月4日）
- 奈々のトビラ（2022年1月16日[16] ‐ 2024年1月）制作会社独立により配信番組に移行
- マインズTV（2022年1月16日 ‐ ）
- 未歩ななの始めの一歩（2022年11月16日 ‐ 2024年1月）制作会社独立により配信番組に移行[17][18]
- 香水じゅん×明日見未来の公開トークショー（2022年11月16日）[19]
- キラ☆スマなっちゃん（2023年1月17日 ‐ 8月16日）
- 香水じゅんのバレンタインクッキング（2023年3月16日）
- 美咲かめら（2023年3月16日 ‐ 6月16日）[20]
- 希島さん出番ですよ!（2023年7月 ‐ 2024年1月17日）制作会社独立により配信番組に移行[21]

## 備考
- 「ほっと茨城テレビ」から「kitまんぞくクラブ」に変更するに当たって、同局は放送免許の放送内容を変更し、成人向け番組の事項を盛り込んだ。だが、他の業績不振な放送局にも同様の変更が横行する懸念や、安易に成人向け放送局を開局する'隠れ蓑'として悪用される恐れが問題視され、総務省は「つくばテレビは特例として変更を認めるが、以後は一般放送局として開局した局が成人向け放送局へ変更することは一切認めない」という方針を打ち出した[22]。